# 김효길
김효길(한국 한자: 金孝吉, 1982년 3월 16일 ~ )은 대한민국의 전 축구 선수이며, 포지션은 공격수였다.